# Valendas
Valendas (del alemán: Valendau) era una comuna suiza del cantón de los Grisones, ubicada en el distrito de Surselva, círculo de Ilanz. Limitaba al norte con las comunas de Sagogn y Flims, al este con Versam, al sur con Tenna, y al oeste con Riein y Castrisch. El 1 de enero de 2013 se fusionó con las antiguas comunas de Versam, Safien y Tenna para constituir la nueva comuna de Safiental.

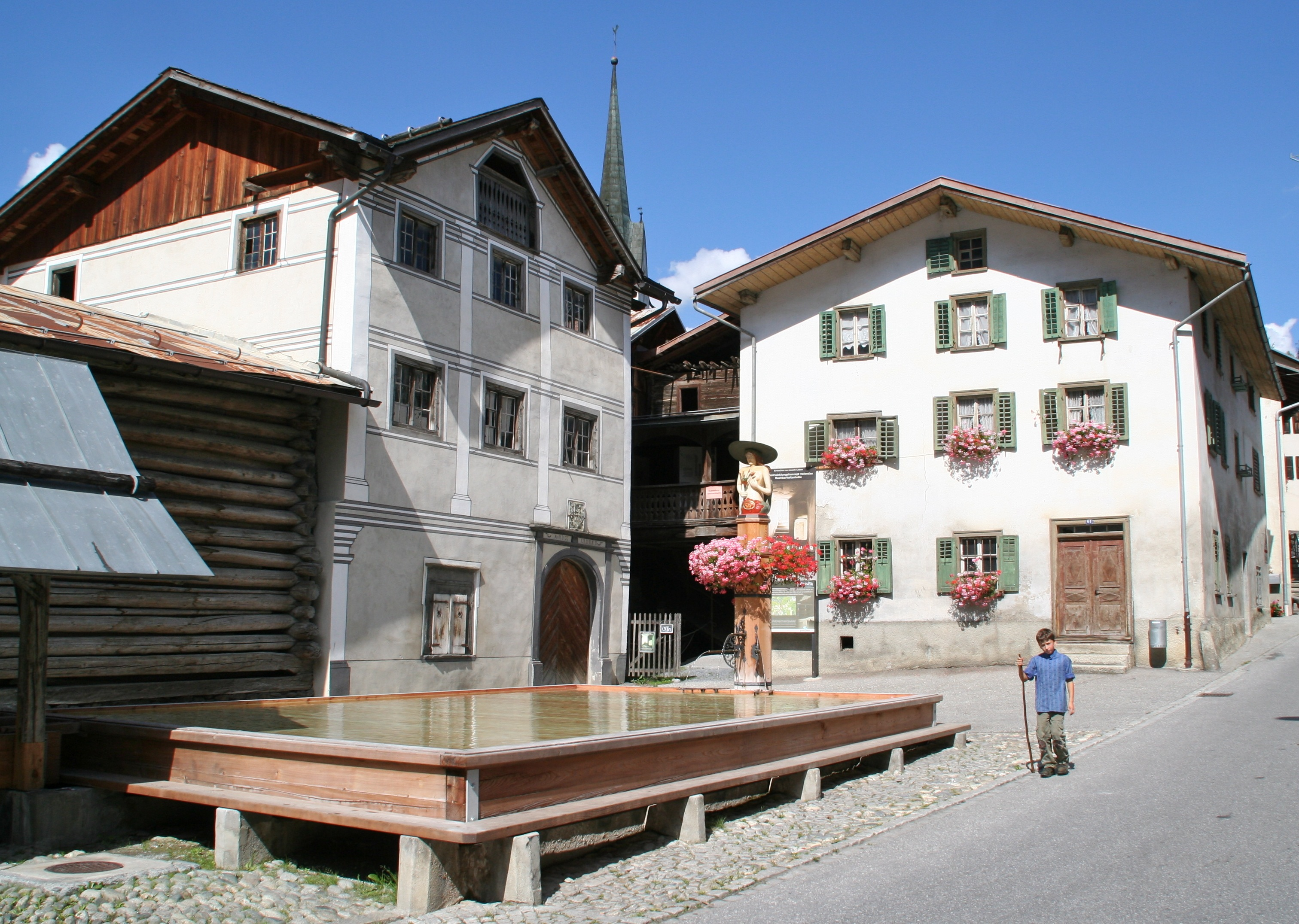
Fuente de Valendas.